# Qaleh Bozi
Qaleh Bozi est un site préhistorique iranien, situé à environ 25 km au sud-ouest d'Ispahan.

## Localisation
Le site se trouve au nord-est du village de Dizicheh et au nord des villages de Nekouabad et Hassanabad. Il comprend deux abris-sous-roche et une grotte, situés à des altitudes comprises entre 1 750 et 1 810 m. Les cavités se trouvent sur le versant sud d'une chaine en calcaire d'âge crétacé inférieur, s'élevant de plus de 500 m au-dessus du niveau de la plaine. L'entrée de la grotte offre une vue imprenable sur la plaine et la rivière Zaiandeh Rud qui coule en contrebas, à environ 2 km au sud et au sud-est.

## Historique
À la suite de la découverte du site, trois campagnes de fouilles archéologiques ont été conduites, la plus récente datant de 2008.

## Environnement
Les cavités de Qaleh Bozi ont été occupées au Paléolithique moyen final par des groupes attirés par la proximité d'eau courante, une bonne exposition lors des saisons froides et une grande diversité des types de paysage (falaises, pentes et plaine) garantissant une diversité des ressources animales et végétales.

## Vestiges lithiques
Environ 2 500 outils de silex et leurs restes de taille ont été trouvés sur les trois sites. La matière première des outils était collectée dans la rivière Zaiandeh-Rud, à moins de 30 minutes de marche. La plupart des outils montrent un fort réaffutage qui indique leur usage répété par les occupants des abris. Sur le plan typologique, l'assemblage lithique s'inscrit dans le Moustérien, avec des outils bifaciaux du Paléolithique moyen.